# Adenodolichos exellii
Adenodolichos exellii är en ärtväxtart som beskrevs av Antonio Rocha da Torre. Adenodolichos exellii ingår i släktet Adenodolichos och familjen ärtväxter. Inga underarter finns listade i Catalogue of Life.